# براندون مک‌دانلد (فوتبال)
براندون مک‌دانلد (انگلیسی: Brandon McDonald؛ زادهٔ ۱۶ ژانویهٔ ۱۹۸۶) یک بازیکن فوتبال اهل ایالات متحده آمریکا است.